# Кейла Блейк
Ке́йла Блейк (англ. Kayla Blake), настоящее имя — Э́лси Мапуа́на Сни́ффен (англ. Elsie Mapuana Sniffen; 4 декабря 1963, Гонолулу, Гавайи) — американская актриса. Она наиболее известна по роли Ким в телесериале ABC «Ночь спорта».

## Биография
Блейк снялась в «Один западный Вайкики» (1994—1996) в роли Нуи Шоу. Блейк сыграла роль продюсера Ким в телесериале «Ночь спорта», который длился два сезона с 1998 по 2000 год. Она также сыграла другие небольшые роли в других сериалах, в том числе «Без следа» и «Слава», а также играла роль второго плана Тиш в мыльной опере «Дерзкие и красивые», где она появилась в пяти эпизодах (1988—93).
Она также играла второстепенные роли в таких фильмах, как «Ламбада» (1990), «Основной инстинкт» (1992) и «Четыре рождества» (2008).
С 28 сентября 2002 года Кейла замужем за Робертом Чеком.

## Избранная фильмография
| Год  |   | Русское название | Оригинальное название | Роль              |
| ---- | - | ---------------- | --------------------- | ----------------- |
| 2023 | с | Грызня           | Beef                  | доктор Кэтрин Лин |